# Esther Roper
Esther Roper (1868 – 1938) fue una sufragista inglesa, una de las primeras mujeres que se graduaron y que consiguieron el título de bachelor of arts en el Owens College en Mánchester.

## Vida

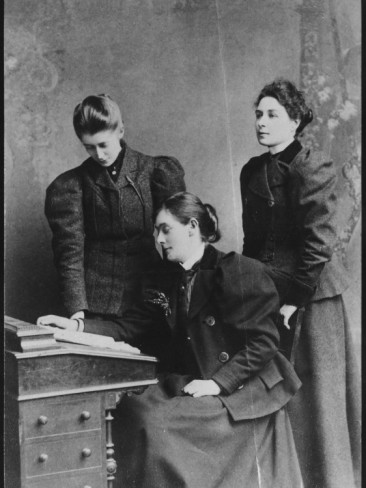
Activistas por el sufragio femenino del Reino Unido: Esther Roper (sentada), Edith Palliser (izquierda), Sra. Blaxter (derecha).

Ester era hija de un trabajador en una fábrica de Mánchester, que más tarde se hizo misionario en África
Era una mujer trabajadora y una organizadora, administradora y recaudadora de fondos de talento —más brillante detrás de las bambalinas, que al frente. Trabajaba para el departamento femenino de la Universidad de Mánchester y, como secretaria de la North of England Suffrage Society («Sociedad sufragista del norte de Inglaterra»), era miembro del comité del National Union of Women's Suffrage Societies («Unión nacional de las sociedades de sufragistas de mujeres»), dirigida por la veterana Millicent Fawcett, además de ser secretaria de la Manchester National Society for Women's Suffrage («Sociedad nacional de Mánchester de sufragio femenino»).
En 1896 conoció a Eva Gore-Booth, estando ambas en la casa de huéspedes de George MacDonald en Bordigera, Italia. Se convirtieron en amantes para el resto de sus vidas.
Junto con Gore-Booth, apoyaron a las mujeres en varios campos, como por ejemplo a las vendedoras de flores, a las artistas de circo, a las sirvientas de bares y a las mineras.
Fueron pacifistas prominentes durante la Primera Guerra Mundial, trabajando con el International Committee of Women for Permanent Peace («Comité internacional de mujeres para la paz permanente»). Entre otras cosas, ayudaron a mantener a las viudas y los hijos de los objetores de conciencia presos. Tras la Guerra, se hicieron miembros del Committee for the Abolition of Capital Punishment («Comité para la abolición de la pena capital») y trabajaron en la reforma de las prisiones.
Roper era asmática y miope, y se sabe poco sobre sus últimos años. Constance Markiewicz, la hermana de Eva Gore-Booth, escribió sobre Roper: «Cuanto más se sabe de ella, más se la ama, y me alegro tanto de que Eva y ella estuviesen juntas, y estoy tan agradecida de que su amor estuvo con Eva hasta el final.»